# 글렌 헌터

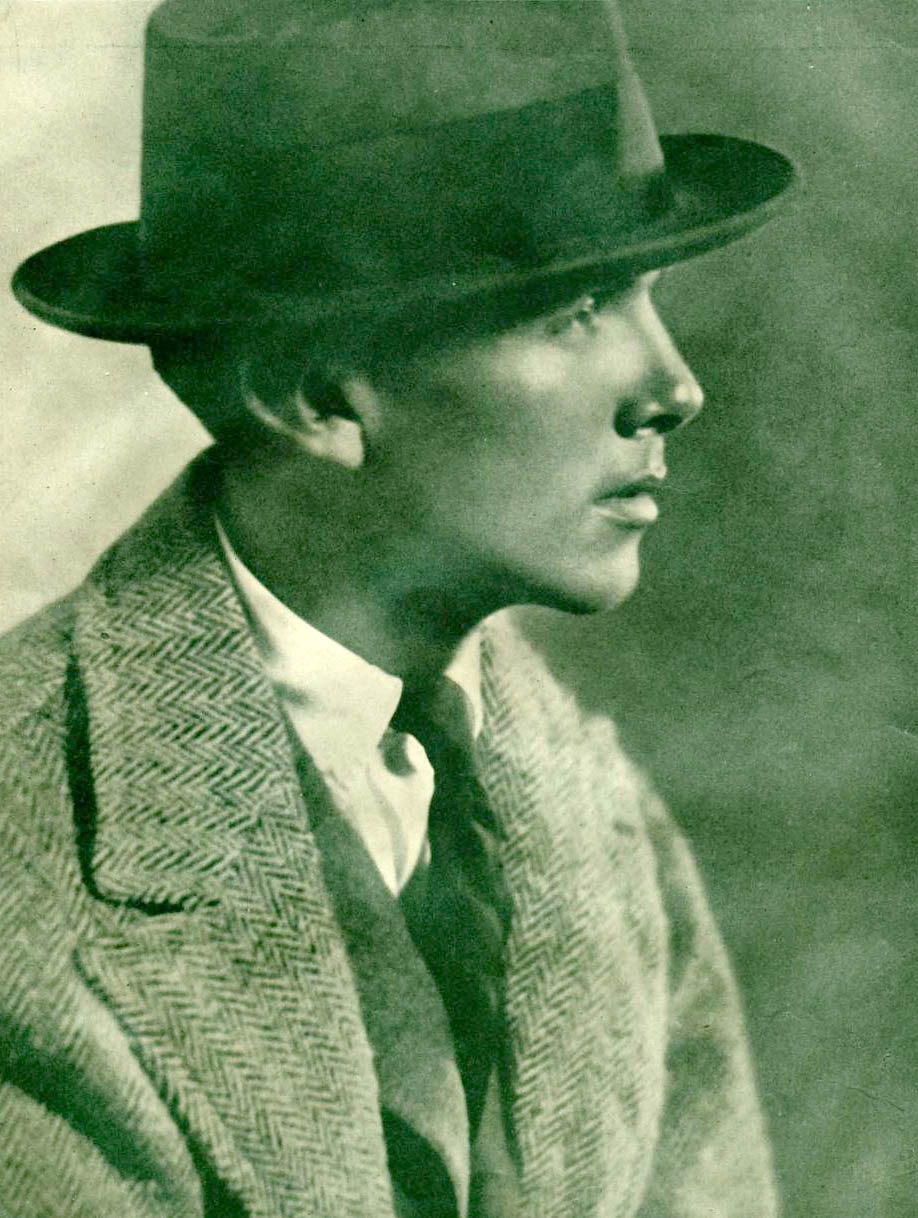

글렌 헌터(Glenn Hunter, 1894년 9월 26일 ~ 1945년 12월 30일)는 미국의 배우, 연극 배우, 영화배우이다.
뉴욕에서 태어났으며 브롱크스에서 사망하였다. 사인은 암이다.

## 영화
- 더 챔프 : 분노의 주먹 (2007년) - 마시아노 역